# کاملاک
کاملاک (به لاتین: Kamlak) یک منطقهٔ مسکونی در روسیه است که در جمهوری آلتای واقع شده‌است.